# Hamza Younés
Hamza Younés (Monastir, 16 april 1986) is een Tunesisch voomalig voetballer die doorgaans speelde als spits. Tussen 2005 en 2023 was hij actief voor CS Sfaxien, Étoile du Sahel, Petrolul Ploiești, Botev Plovdiv, Loedogorets, Tractor Sazi, Concordia Chiajna, Skoda Xanthi, BB Erzurumspor, Al-Ahli, Aris Saloniki, opnieuw Petrolul Ploiești, AE Larissa, opnieuw Concordia Chiajna, en Voința Limpeziș. Younés maakte in 2014 zijn debuut in het Tunesisch voetbalelftal en kwam uiteindelijk tot elf interlandoptredens.

## Clubcarrière
Younés speelde in de jeugdopleiding van US Monastir, maar brak door bij CS Sfaxien, waar hij meer dan zestig competitiedoelpunten voor wist te maken. In 2011 werd hij overgenomen door Étoile du Sahel, waar hij voor vier jaar tekende. De spits kwam echter niet verder dan twee competitieduels en na een afgeketste overgang naar Astra Giurgiu vertrok hij naar Petrolul Ploiești. Hij was direct van toegevoegde waarde, gezien zijn twaalf doelpunten in zijn eerste zes maanden. Tevens won hij dat seizoen de Cupa României met Petrolul.
Op 28 januari 2014 tekende de Tunesiër een driejarige verbintenis bij Botev Plovdiv. Al na zeventien competitiewedstrijden verliet hij Botev om te gaan spelen bij competitiegenoot Loedogorets. Van juli 2015 tot februari 2016 speelde hij in Iran voor Tractor Sazi. Hierop verkaste hij terug naar Europa, naar Concordia Chiajna. Voor deze club kwam hij in een halfjaar tijd niet uit en hij ging hierop naar Skoda Xanthi. In Griekenland scoorde Younés veel en BB Erzurumspor werd in de zomer van 2017 zijn nieuwe club.
Een halfjaar later verkaste de Tunesiër naar Al-Ahli. Na een half seizoen verliet hij Qatar en tekende hij voor twee seizoenen bij Aris Saloniki. In september 2019 ging hij naar Petrolul Ploiești. Het jaar erop verkaste Younés naar AE Larissa en in februari 2021 keerde hij terug bij Concordia Chiajna. Hier vertrok hij een klein jaar later. Vanaf januari 2023 ging Younés voor Voința Limpeziș spelen. Na een half seizoen bij die club besloot Younés op zevenendertigjarige leeftijd een punt te zetten achter zijn actieve loopbaan.

## Erelijst
| Competitie            |            |            |            |            |
| Competitie            | Aantal     | Jaren      |            |            |
| CS Sfaxien            | CS Sfaxien | CS Sfaxien | CS Sfaxien | CS Sfaxien |
| --------------------- | ---------- | ---------- | ---------- | ---------- |
| Coupe de Tunesie      | 1          | 2009       |            |            |
| CAF Confederation Cup | 2          | 2007, 2008 |            |            |
| Petrolul Ploiești     |            |            |            |            |
| Cupa României         | 1          | 2012/13    |            |            |
| Loedogorets           |            |            |            |            |
| Parva Liga            | 1          | 2014/15    |            |            |